# Анти-Веном
А́нти-Ве́ном (англ. Anti-Venom) — антигерой, появляющийся в комиксах издательства Marvel Comics, обычно связанных с Человеком-пауком. Впервые он появился в The Amazing Spider-Man #569 (август 2008), и был создан Дэном Слоттом и Джоном Ромитой-младшим.
Анти-Веном — симбиот, разумное инопланетное существо липкой, практически жидкой формы. Подобно реальным симбиотам, для того, чтобы выжить, он нуждается в носителе, как правило в человеческом теле. Появился благодаря зарядке остатков Венома энергией Мистера Негатива. Единение с симбиотом предоставляет его владельцу сверхчеловеческие возможности, но, в отличие от других симбиотов, он не влияет на разум носителя. Его физические особенности включают белый «окрас», чёрное лицо и символ паука на груди.

## История публикации
Впервые появляется в сюжетной линии «New Ways to Die» (рус. «Новые пути к смерти»). События разворачивались в выпусках «The Amazing Spider-Man» № 568—573.
Позже он появился в сюжете «Anti-Venom: New Ways to Live», а после него в «Return of Anti-Venom».
Последнее появление Анти-Венома с носителем Эдди Броком состоялось в «Spider-Island», где Эдди Брок пожертвовал симбиотом для создания противоядия.
Снова появляется в кроссовере Venom Inc, где его носителем становится Флэш Томпсон. Кроссовер состоит из шести частей, над которыми работает команда из Дэна Слотта, Майка Косты, Райана Стегмана и Жерардо Сандовала: Amazing Spider-Man: Venom Inc. Alpha;
Amazing Spider-Man #792; Venom #159; Amazing Spider-Man #793; Venom #160; Amazing Spider-Man: Venom Inc. Omega.

## Носители

### Эдди Брок
Находясь в очередной раз в церкви, Брок встретил филантропа по имени Мартин Ли (Martin Li) на самом деле являвшимся Мистером Негативом. После того, как Мэтт Мёрдок доказал невиновность Эдди в преступлениях, совершённых Веномом, Мистер Ли взял бывшего злодея к себе на работу, в П. И. Р. (F.E.A.S.T.), в столовую. Брок стал готовить еду для бездомных, параллельно продолжая курсы химиотерапии. Когда Эдди поверил, что рак вот-вот убьёт его, прикосновение Мистера Негатива зарядило остатки симбиота в теле Эдди. Те, в свою очередь, связались с белыми кровяными тельцами, лейкоцитами. Вместе они создали совершенно нового, неживого симбиота, который находился в кровеносной системе Брока и тайно лечил его от рака.
Вскоре Веном, находившийся в теле Гаргана, почувствовал своего прежнего хозяина и, подумав, что это Паркер, направился в П. И. Р. Однако там симбиот, к своему удивлению, нашёл лишь Брока. Тогда костюм решил отделиться от Гаргана и вновь воссоединиться с Эдди. Однако когда Веном вступил в контакт с кожей Брока, тело Эдди стало выделять странное белое вещество, которое начало поглощать паразита. Тогда костюм немедленно вернулся к Гаргану. Когда белое вещество покрыло все тело Брока, он превратился в нового симбиота и взял себе имя — Анти-Веном. С новыми силами Эдди вступил в бой с Веномом и одолел его. Однако в это время появился Человек-Паук, который ошибочно принял Анти-Венома за злодея. Пока герои боролись друг с другом, Гарган сбежал. Во время сражения Брок спас невиновного старика, и тогда Паркер понял, что ошибался. После этого герои вновь нашли Гаргана, и, пока Питер держал злодея, Эдди начал высасывать из него симбиот. Когда Анти-Веном закончил, он, почувствовав в Паркере остатки симбиота, начал лечить и его. Однако, удалив из его тела остатки, Брок ошибочно начал высасывать и радиацию, являвшуюся источником сил Спайди. К счастью, Эдди не успел закончить своё «лечение», однако с тех пор, когда Анти-Веном и Паркер находятся в непосредственной близости друг к другу, силы Человека-Паука постепенно исчезают.
В это же время Громовержцы (Thunderbolts), посланные Осборном (Osborn), напали на героев. Певчая Птица (Songbird) и Радиоактивный человек (Radioactive Man) попытались убить Анти-Венома при помощи звуковых волн и огня, однако Брок оказался неуязвим к этому оружию, в отличие от предыдущих симбиотов. Пока часть злодеев отвлекала героев, другая половина забрала ослабшего Скорпиона на базу. После схватки Анти-Веном пробрался на корабль Громовержцев и, приняв облик одного из их солдат, стал шпионить за преступниками. Вскоре Брок узнал, что Норман украл камеру Паркера и с помощью неё надеялся уничтожить Спайди. Тогда Эдди выкрал камеру Питера обратно и вернул её хозяину, сообщив при этом о следующем плане Осборна в качестве знака дружбы и доброй воли. Тем временем, Норман извлёк остатки Анти-Венома из тела Скорпиона и создал особый яд, способный уничтожить новый костюм Брока. Злодей также сделал для Гаргану специальный костюм, с помощью которого тот стал неуязвим для симбиота Эдди.
Вскоре Анти-Веном вместе с Человеком-Пауком отправились в Оскорп (Oscorp). По пути герои разделились, и тогда Брок, приняв облик Человека-Паука, отвлёк Громовержцев от настоящего Спайди, который отправился к Норману. Одолев Певчую Птицу и Радиоактивного Человека, Анти-Веном столкнулся с Гарганом. После изнурительной битвы Скорпион, выпрыснул на Эдди яд Осборна, который, казалось бы, уничтожил костюм Брока. После этого Гарган собирался убить Анти-Венома, но был остановлен восстановившимся Веномом. Симбиот прорвался сквозь боевой костюм своего хозяина, не позволяя Скорпиону убить Брока. Гарган объяснил это тем, что Веном все ещё слишком сильно «любит» Эдди. После этого Скорпион ушёл, сказав, что в будущем он найдёт способ избавиться от этой проблемы и убьёт Брока. Тогда Эдди ответил: «Нет, если я убью тебя первым». После сражения костюм Анти-Венома начал восстанавливаться. Тогда Брок решил продолжить свою карьеру супергероя, борясь с преступностью и наркоторговлей в Нью-Йорке. Позже Эдди вылечил молодую девушку по имене Дженни Коул (Jenna Cole) от её наркотической зависимости.
Вскоре Анти-Веном вышел на группу наркоторговцев. Напав на злодеев, Брок с удивлением обнаружил, что они вооружены Веномом Скорпиона, который тот использовал для уничтожения костюма Эдди. Одолев преступников, Анти-Веном узнал, что они работают на Мистера Негатива и что вскоре они собираются украсть грузовик с медикаментами из Оскорпа. Тогда Брок опередил злодеев и украл лекарства первым. Узнав об этом, Мистер Негатив заманил Эдди в ловушку. К удивлению Анти-Венома злодей знал его настоящее имя. Осознав, что ему одному не справиться, Брок сбежал. Позже Эдди решил передать похищенный грузовик с медикаментами Мистеру Ли. Однако приехав в П. И. Р., Анти-Веном обнаружил, что Ли на самом деле и был Мистером Негативом. Тогда Брок впал в отчаяние, поскольку для него Мистер Ли был символом надежды на спасение. Но больше всего Эдди расстраивало то, что ему все равно никто бы не поверил, ведь он — бывший преступник.

#### Новые пути к жизни
Позже Эдди начал работать с Дженни Коул, ставшей его информатором. Брок боролся с преступностью и наркоторговлей в самых опасных районах Нью-Йорка. Параллельно Анти-Веном следил и за П. И. Р. ом, периодически срывая планы злодеев. Со временем Эдди становился все более жестоким и психически нестабильным, часто переходя в личность Венома и убивая преступников. Вскоре Брок вышел на банду Квинтаса (Quintas). После того, как злодеи схватили Дженни, на помощь героям пришёл Каратель. Вместе Анти-Веном и Кастл уничтожили бандитов, однако один из злодеев сумел бежать, прихватив с собой при этом и Коул. Каратель собирался выстрелить в преступника, однако Эдди помешал ему это сделать, опасаясь, что Фрэнк может задеть Дженни. Узнав, что под маской Анти-Венома скрывается Брок, Кастл выстрелили тому в затылок из дробовика. Восстановившись, Эдди напал на Карателя. Герои сражались до тех пор, пока Анти-Веном не объявил перемирие, сказав Фрэнку при этом, что если он не остановится, то ему придётся везти Кастла в инвалидном кресле в Нью-Мехико.
Каратель согласился, но все же ещё несколько раз пытался убить Брока. Позже Эдди встретился с членом банды Квинтаса. Во время разговора Анти-Веном узнал, что Дженни начала вновь принимать наркотики. Услышав это, Брок пришёл в бешенство и разорвал преступника пополам. После убийства оставшихся бандитов Эдди вместе с Карателем напал на особняк Квинтаса. В конце концов, Брок нашёл Дженни, которая под действием наркотиков испугалась костюма Анти-Венома. Сняв костюм, Эдди подошёл к Коул и успокоил её. В этот момент Каратель попытался пристрелить Брока из снайперской винтовки, но все же решил этого не делать. После того, как Кастл ушёл, Эдди и Дженни взяли джип и вернулись домой.

#### Возвращение Анти-Венома
На протяжении истории под названием «Возвращение Анти-Венома» (Return of Anti-Venom) Эдди объединился с Человеком-Пауком и новой Рэйф (Wraith), чтобы разобраться с Мистером Негативом. Для начала Анти-Веном отправился в порт, где нашёл судно с грузом наркотиков, принадлежащих Негативу, но Рэйф была уже там. Позже, приняв облик гражданского, Эдди наблюдал за встречей Мистера Ли и Мэй Паркер и сумел «захватить» её воспоминания об ранее увиденном, как Негатив прямо у неё на глазах убил человека. Как только Ли покинул центр и сел в машину, Брок отправился за ним, вырвал у машины крышу и уже собирался схватить Мистера Ли, как появился Человек-Паук. Хотя тот и не поверил, что Мартин Ли является Негативом, Брок окутал Паркера паутиной и оставил в зале музея (а так как паутина Брока — это симбиот, который отнимает силы Паука, то Паркер не мог выбраться). Сам Эдди пробрался в зал, где находились терракотовые фигуры, в которых был спрятан героин. Внезапно появился Негатив и проткнул Брока мечом, и Эдди не смог вылечиться от раны. Негатив объяснил, что это он дал ему его нынешние силы, поэтому может забрать их в любой момент. В этот момент появились Рэйф и Человек-Паук. Рэйф использовала своё устройство для распознавания лиц и подтвердила, что Негатив — это Мистер Ли. После этого Человек-Паук вытащил меч из груди Эдди, и они положили конец их предыдущим неприятным взаимоотношениям.
Позже Саймон Уилльямс (Simon Wiiliams) принял Анти-Венома в свою команду «Анти-Мстителей», Отмщенцев (Revengers).

#### Паучий Остров
Во время событий «Spider-Island», когда все жители Манхэтанна обрели паучьи силы, подобные силам Человека-Паука, Анти-Веном начал «исцелять» людей, лишая их сил, но тем самым предотвращая дальнейшие мутации. В дальнейшем об этом узнал Веном (на тот момент бывший Флешом Томпсоном) и руководство отправило его доставить Эдди Брока в «Горизонт Лаб», где Рид Ричардс искал противоядие. Веном и Анти-Веном сразились, во время схватки симбиот Томпсона перелез на Брока, помня о их сотрудничестве, однако Флеш попросил вернуться его обратно на него, что тот и сделал.
В «Горизонт Лаб» Эдди пришлось пожертвовать своим белым костюмом, чтобы изготовить достаточно противоядия для целого Манхэтанна. После того, как Человек-Паук использовал окто-ботов для того, чтобы те вкололи горожанам получившуюся сыворотку, Эдди Брока признали героем.

### Флэш Томпсон

Флэш Томпсон становится Анти-Веномом

Встретившись с Эдди Броком, который стал носителем Венома, симбиот стал разрываться, пытаясь захватить и Флэша и Эдди. Прибыв на место, Человек-паук обрушил на них лекарство и Флэш стал Анти-Веномом. Позже он вместе с Человеком-пауком, Веномом и Чёрной кошкой сражается с армией Ли Прайса, который заражает симбиотами других преступников.
В 800 выпуске Amazing Spider-Man, во время битвы Человека-паука с Красным Гоблином пытался помочь первому, но был убит Красным Гоблином.

## Способности

### Силы
Общие способности: феноменальные регенеративные способности, уничтожает других симбиотов за считанные минуты, лечит людей и даже удаляет всякие посторонние вещества в организме человека, в том числе и механические. Этот костюм не только наделяет Брока новыми способностям, но и действует полностью по-другому, нежели оригинальный симбиот, частью которого он является. Так Эдди, будучи Анти-Веномом, говорит о себе в первом лице и имеет полный контроль над своими действиями. Белый симбиот в отличие от большинства представителей своей расы, кажется, не имеет никакого влияния на действия Эдди. Поэтому можно с некоторой долей вероятности утверждать, что этот костюм является неживым симбиотом.
Внешняя невосприимчивость к симбиотам: Когда Веном попытался покинуть Гаргана и соединиться с Эдди вновь, он потерпел неудачу, поскольку для него кожа Брока оказалась слишком жгучей. Это значит, что белый симбиот неуязвим к прикосновениям остальных симбиотов и защищает своего хозяина от их воздействия.
Улучшенное управление генетическим материалом: Анти-Веном управляет своей материей намного лучше, чем Веном. Он способен в любой момент увеличить массу собственного тела и использовать её в различных целях. Помимо традиционных усиков Анти-Веном создавал огромные кулаки, подобные кувалдам, и удлинял свои ногти, превращая их в верёвки.
Ощущение посторонних веществ: Белый симбиот способен чувствовать посторонние вещества в телах людей, включая симбиотов, радиацию, наркотики, вирусы и болезни.
Внутренняя очистка тела: После обнаружения посторонних веществ Анти-Веном может удалить их из организма жертвы. Так он почти полностью удалил Венома из тела Гаргана, начал высасывать радиацию из тела Паркера, излечил Коул от наркотической зависимости и даже почти лишил сил Радиоактивного Человека.
Ослабление Паучьих сил: Когда Брок пытался вылечить Человека-Паука от остатков симбиота, он по ошибке начал высасывать из его тела и радиацию, являвшуюся источником его сил. Поэтому теперь, когда Эдди находится слишком близко к Питеру, Паркер начинает терять свои суперсилы. Это будет продолжаться до тех пор, пока Анти-Веном не отойдёт на определённое расстояние.

## Слабости
Яд Озборна: При помощи частиц Анти-Венома, извлечённых из тела Гаргана Осборн создал особый вирус, основанный на ДНК Урода (Freak). Этот яд способен уничтожить костюм Эдди. После этого Броку необходимо какое-то время, чтобы его костюм вновь восстановился.
Мистер Негатив Негатив объяснил, что это он дал ему его нынешние силы, поэтому может забрать их в любой момент.

## Вне комиксов

### Мультсериалы
- Анти-Веном появляется в 8 серии 4 сезона мультсериала Совершенный Человек-паук его носителем является Гарри Озборн.

### Игры
- Анти-Веном появляется в игре Marvel Super Hero Squad Online, является играбельным персонажем.
- Анти-Веном появляется в игре Spider-Man: Edge of Time.
- Анти-Веном появляется в игре Marvel: Avengers Alliance, является играбельным персонажем.
- Анти-Веном появляется в игре Marvel Heroes, является играбельным персонажем.
- Анти-Веном появляется в игре Spider-Man Unlimited, является играбельным персонажем.
- Анти-Веном появляется в игре Marvel Future Fight, является играбельным персонажем.
- Анти-Веном появляется в игре Marvel Avengers Academy.
- Анти-Веном появляется в игре Marvel vs. Capcom: Infinite, является играбельным персонажем.
- Анти-Веном появляется в игре Marvel’s Spider-Man 2, в качестве замены симбиота для Человека-паука.